# Ambiorix
Ambiorix (? – 53 př. n. l.) byl společně s Cativolcem galským vůdcem kmene Eburonů, který proslul zejména odbojem proti římským legiím Julia Caesara. 
Spolu s Cativolcem v roce 54 př. n. l. povstal v období galských válek proti římským legiím vedených Tituriem Sabinem, Luciem Cottou, Titem Labienem a Tulliem Ciceronem, které zimovaly v severní Galii, během návratu z druhé Caesarovy výpravy do Británie. Lstí spolu s Cativolcem vylákali římské vojáky z opevněného tábora a v bitvě u Atuatuca Římany porazili. V bitvě byli zabití i legáti Titurius Sabinus, Lucius Cotta. Následující rok se na území Eburonů vydal Julius Caesar, aby pomstil porážku svých legií. Eburony téměř vyvraždil, vypálil vesnice, pobil dobytek a zničil úrodu. Cativolcus i Ambiorix se snažili před římskými nájezdy uniknout. Cativolcus nakonec spáchal sebevraždu, když se otrávil šťávou z tisu. Ambiorix unikl přes řeku Rýn do Germánie, kde zmizel beze stopy.Souboj s Ambiorigem a Cativolcem popsal Julius Caesar ve svých Zápiscích o válce galské. 
V 19. století, zejména po roce 1830, kdy Belgie získala nezávislost, se Ambiorix stal belgickým národním hrdinou, neboť ve starověku kmeny vedené Ambiorigem pobývaly zejména na území dnešní Belgie a také proto, že Caesar tyto kmeny označil za nejstatečnější galské kmeny ze všech (Horum omnium fortissimi sunt Belgae). Velkou roli pro vytvoření romantického mýtu o Ambiorigovi sehrála báseň Jana Noleta de Brauwere van Steelanda z roku 1841. V Belgii jeho jméno dnes nese mnoho institucí, firem, zejména hotelů, barů a stánků s rychlým občerstvením. Byl vytvořen i komiks Ambionix, který popisuje Ambiorigovu cestu do 20. století strojem času.